# Тараги
Тара́ги (яп. 多良木町 Тараги-мати) — посёлок в Японии, находящийся в уезде Кума префектуры Кумамото. Площадь посёлка составляет 165,86 км², население — 9949 человек (1 августа 2014), плотность населения — 59,98 чел./км².

## Географическое положение
Посёлок расположен на острове Кюсю в префектуре Кумамото региона Кюсю. С ним граничат город Кобаяси, посёлки Асагири, Юномаэ и сёла Сагара, Ицуки, Мидзуками, Нисимера.

## Население
Население посёлка составляет 9949 человек (1 августа 2014), а плотность — 59,98 чел./км². Изменение численности населения с 1980 по 2005 годы:
| 1980 | 14 598 чел. |  |
| 1985 | 14 123 чел. |  |
| 1990 | 13 437 чел. |  |
| 1995 | 12 701 чел. |  |
| 2000 | 12 072 чел. |  |
| 2005 | 11 398 чел. |  |

## Символика
Деревом посёлка считается Zelkova serrata, цветком — рододендрон.